# ドミニカ国

ドミニカ国
Commonwealth of Dominica

国の標語：Après le Bondie,C'est la Ter
（パトワ: 良い主に従って、我々はこの地を愛する）
国歌：Isle of Beauty, Isle of Splendour（英語）
美の島、輝きの島

ドミニカ国（ドミニカこく、英語: Commonwealth of Dominica）は、カリブ海にある共和制国家。ウィンドワード諸島最北部に位置するドミニカ島を領土とする。島国であり、海を隔てて北西にフランス領グアドループが、南東にフランス領マルティニークが存在する。首都はロゾーである。
旧イギリス植民地であり、現在はイギリス連邦の一員である。自然が豊かなこの島はカリブ海に存在する多種多様の植物が自生しており、「カリブ海の植物園」と呼ばれている。
また、カリブの原住民であるカリブ族（カリナゴ族）の人々が生存している数少ないカリブ諸国のひとつであり、18世紀までヨーロッパの植民地対策に最後まで激しく抵抗したことで知られる。イスパニョーラ島東部に位置するドミニカ共和国と区別するため、ドミニカ国と表記される。

## 国名
正式名称は英語で Commonwealth of Dominica（コーマンウェルス・オヴ・ドミニーカ）。略称は Dominica。形容詞は (of) Dominica。
1493年11月3日にコロンブスが来島し、その日が日曜日（ドミンゴ）だったのでドミニカ島と命名された。先住民のカリブ族は高い山々からなるこの島のことを「高い彼女の体」を意味する「Wai'tukubuli」と呼んでいた。
国際連合加盟国に同名のドミニカ共和国が存在するが、英語で単に「Dominica」と呼んだ場合はドミニカ国を指す。一方のドミニカ共和国は正式名称・略称共に政体名を含めた Dominican Republic と呼ばれており、こちらが Dominica と表記されることは稀である。日本ではドミニカ共和国の方が知名度が高いためか、単に「ドミニカ」と称した際はドミニカ共和国を指している場合が多い。
日本語の表記はドミニカ国。時にドミニカ連邦、コモンウェルス・オブ・ドミニカと呼称される場合もある。日本語における国名の漢字表記の例は土弥尼加。ドミニカ共和国と同じ漢字を当てているため区別のために土弥尼加国とも。同じ漢字圏の中国語ではドミニカ国を 多米尼克、ドミニカ共和国を 多米尼加と書き分けている。

## 歴史

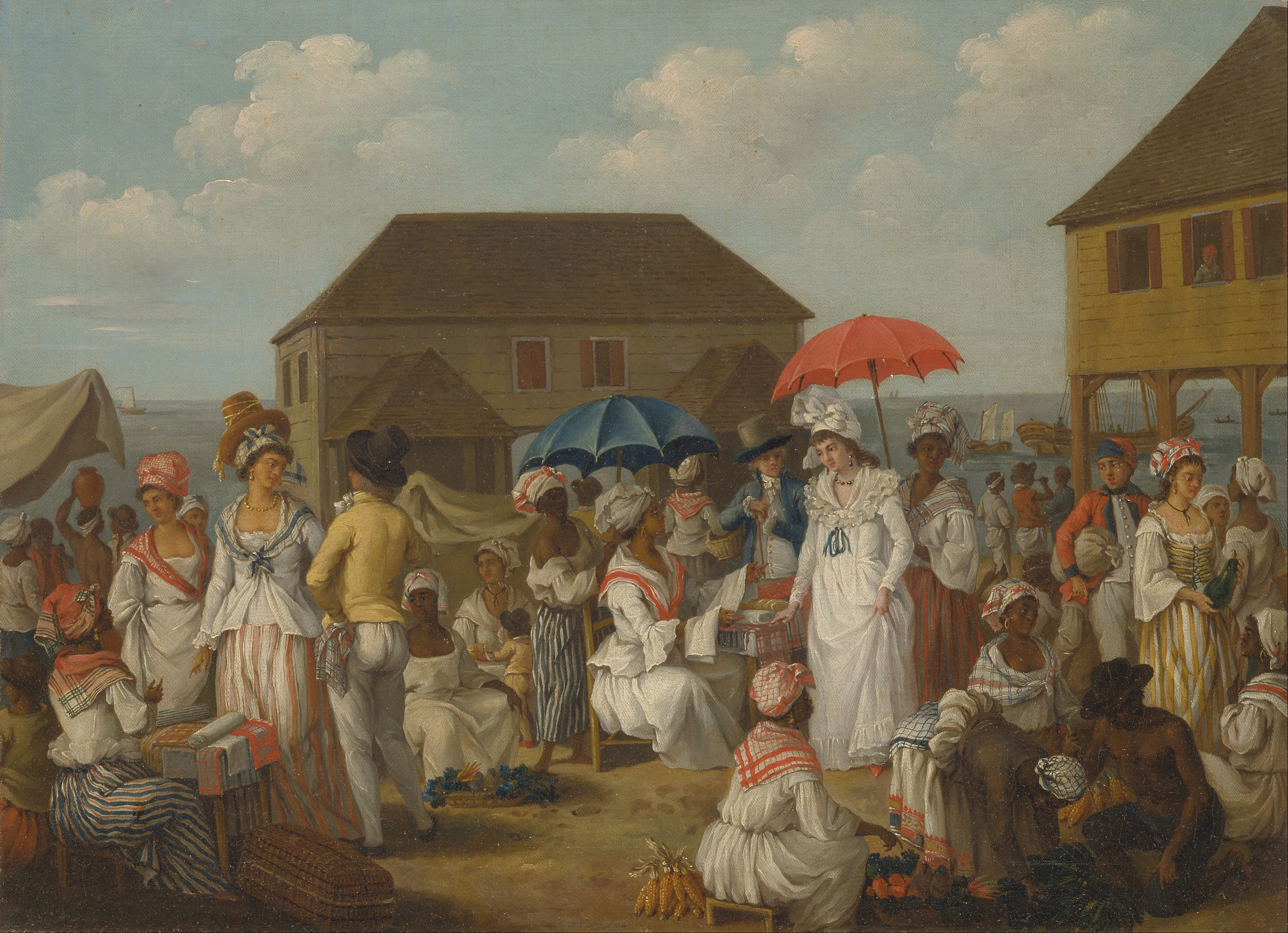
ドミニカの織物市場（1770年代）

- ヨーロッパ人が来る以前は、先住民アラワク族が住んでいたが14世紀ごろに南アメリカから来たカリブ族に追いやられた。
- 1493年 コロンブスが来島する。
- 16世紀になるとスペイン人が頻繁に島へ来るようになる。以来、先住民のカリブ族による激しい抵抗が始まる。
- 1635年 フランスが植民地化。
- 1763年 パリ条約によりフランスからイギリスの植民地になる。
- 1805年 イギリスの植民地となった。それまではイギリスとフランスの間で領有権が争われていた。
- 1903年 イギリス政府がカリブ族に彼らが暮らす島の北東部の海岸に3,700エーカーの土地の所有権を与え、カリブ居留地 (Carib Reserve) が設立される。
- 1930年 植民地政府のクレオール人警察がカリブ族が密輸をしているとカリブ族地域のサリュビアで密輸品を探して強制家宅捜索。密輸品だとされる品物を押収したことで、カリブ族と衝突。カリブ族地域で抗議の反乱暴動が起きる。イギリスの軽巡洋艦デリーが出動し、カリブ族の暴動の鎮圧に乗り出し、カリブ族首長トーマス・ジョリー・ジョンら2人は警察に投獄射殺される。首長が射殺されたことでカリブ族の首長制は一時衰退し、カリブ居留地でのカリブ族の土地所有権は破棄される。この衝突事件はカリブ戦争と呼ばれた。
- 1952年 カリブ族の事務所がイギリス植民地政府により、中断させられる。
- 1958年 西インド連邦に加盟する。
- 1962年 西インド連邦が解体される。
- 1967年 イギリス領西インド連合州の1州となり、自治を獲得する。
- 1975年 トワ・ピトン国立公園設立。
- 1978年 イギリス連邦の加盟国として、独立する。パトリック・ジョン（en:Patrick John）が初代首相に就任。11月29日カリブ居留地法により、カリブ族が暮らす地域に内部自治政府が出来る。
- 1980年 ユージェニア・チャールズが選挙でカリブ初の女性首相になる。
- 1981年 パトリック・ジョンが後押しするクーデター未遂事件が2件。
- 1991年 グレナダ、セントルシア、セントビンセントおよびグレナディーン諸島と共に政治連合を結成するための初会合を開催。
- 2015年 先住民族を指す「カリブ」という用語は「カリナゴ」へ置き換えられた[6]。居留地についても、カリナゴ・テリトリー（Kalinago Territory）へ改称された[7]。

## 政治
政体は共和制である。議会（ドミニカ国議会）は一院制。定数は30ないし32で、このうち21議席が直接選挙によって選出される。任期は5年である。
- 1978年 イギリスから独立。独立以前からドミニカ労働党が政権を維持してきた。
- 1980年 総選挙で野党のドミニカ自由党の政権が成立。首相にユージェニア・チャールズが就任し、カリブ海で初めての女性宰相となる。
- 1981年 レッドドッグ作戦など、元首相などによるクーデター未遂事件が発覚し、政情不安が続く。
- 1983年 アメリカのグレナダ侵攻を積極的に支援。
- 1985年 総選挙で自由党が圧勝。
- 2008年 米州ボリバル代替機構 (ALBA) に加盟。

政党
2024年現在の与党はドミニカ労働党 (Dominica Labour Party, DLP) 。野党に統一労働者党 (United Workers Party, UWP) やドミニカ自由党 (Dominica Freedom Party, DFP) があるが、「選挙制度改革が進んでいない」などとして2022年の総選挙をボイコットしたため、議会に議席は有していない。

### 先住民族
先住民のカリブ族は島の北東の海岸に3,700エーカーのテリトリーを持ち、1903年以来、ドミニカ国政府とは別に自治政府が設けられている。カリブ評議会があり、首長と評議会代表として大臣がいる。首長は5年任期であり、また議会の1代表も選挙で決める。1930年のカリブ戦争とも呼ばれた、ドミニカ国政府の警察による強制的な密輸捜査が切っ掛けで起きた、警察とカリブ族との衝突事件はカリブ族の主権の危機に陥った。当時の首長トーマス・ジョリー・ションは、このカリブ族の反乱事件の罪の容疑で警察に捕まり、投獄射殺されるなど、首長制度の危機に陥ったこともあった。2009年7月9日の選挙では、前職の首長チャールズ・ウィリアムズに勝利したガーネット・ジョセフが新たな首長になる。大臣はドミニカ労働党に在籍していたケリー・ガルニュー。現与党のドミニカ労働党は親中国・ベネズエラの社会主義路線をとる。

## 軍事
ドミニカ国に軍隊は存在せず、ドミニカ国警察隊あるいは警察軍 (Commonwealth of Dominica Police Force) によって治安は維持されている。
1996年3月に、小アンティル諸島の7ヵ国で地域安全保障システムを設置した。

## 地方行政区分
ドミニカ国は10の行政区分に分かれている。

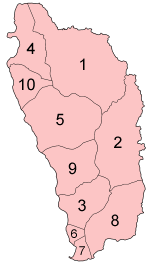
ドミニカ国の行政区画

1. セント・アンドリュー教区 (Saint Andrew)
2. セント・デイヴィッド教区 (Saint David)
3. セント・ジョージ教区 (Saint George) - 首都ロゾーがある
4. セント・ジョン教区 (Saint John)
5. セント・ジョゼフ教区 (Saint Joseph)
6. セント・ルーク教区 (Saint Luke)
7. セント・マーク教区 (Saint Mark)
8. セント・パトリック教区 (Saint Patrick)
9. セント・ポール教区 (Saint Paul)
10. セント・ピーター教区 (Saint Peter)

先住民族の居留地カリナゴ・テリトリーは島東部、セント・デイヴィッド教区北部に位置する。

## 地理

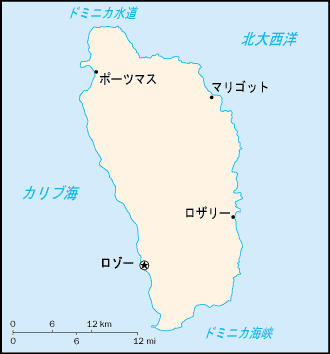
ドミニカ国の地理

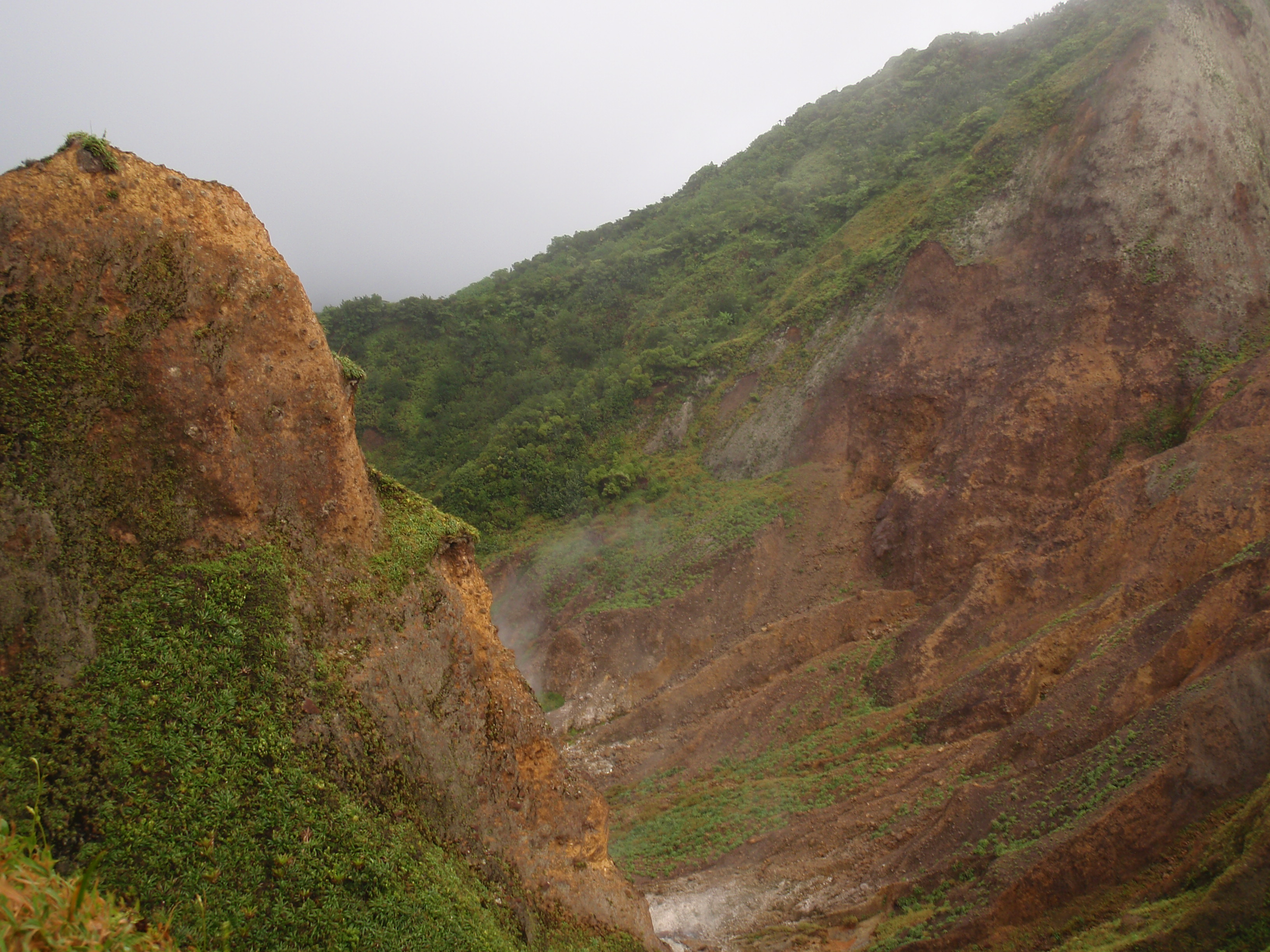
モゥーン・トワ・ピトン国立公園

ドミニカ島はカリブ海は小アンティル諸島にあり、北はグアドループ海峡を経てグアドループ島、南はマルティニーク海峡を経てマルティニーク島と、2つ島の間に位置している。火山性の島で小アンティル諸島の中で最も山が多く、「Nature Island （自然の島）」として知られるほど植物が豊かな島である。最高峰は島の北部にあるディアブロティン山で高さ1,447mである。島の南部にも高さ1,342mのトワ・ピトン山などの山々がある。トワ・ピトン山は1975年に国立公園に指定され、1997年にモルヌ・トロワ・ピトン国立公園（モゥーン・トワ・ピトン国立公園）として世界遺産に登録されている。

## 経済

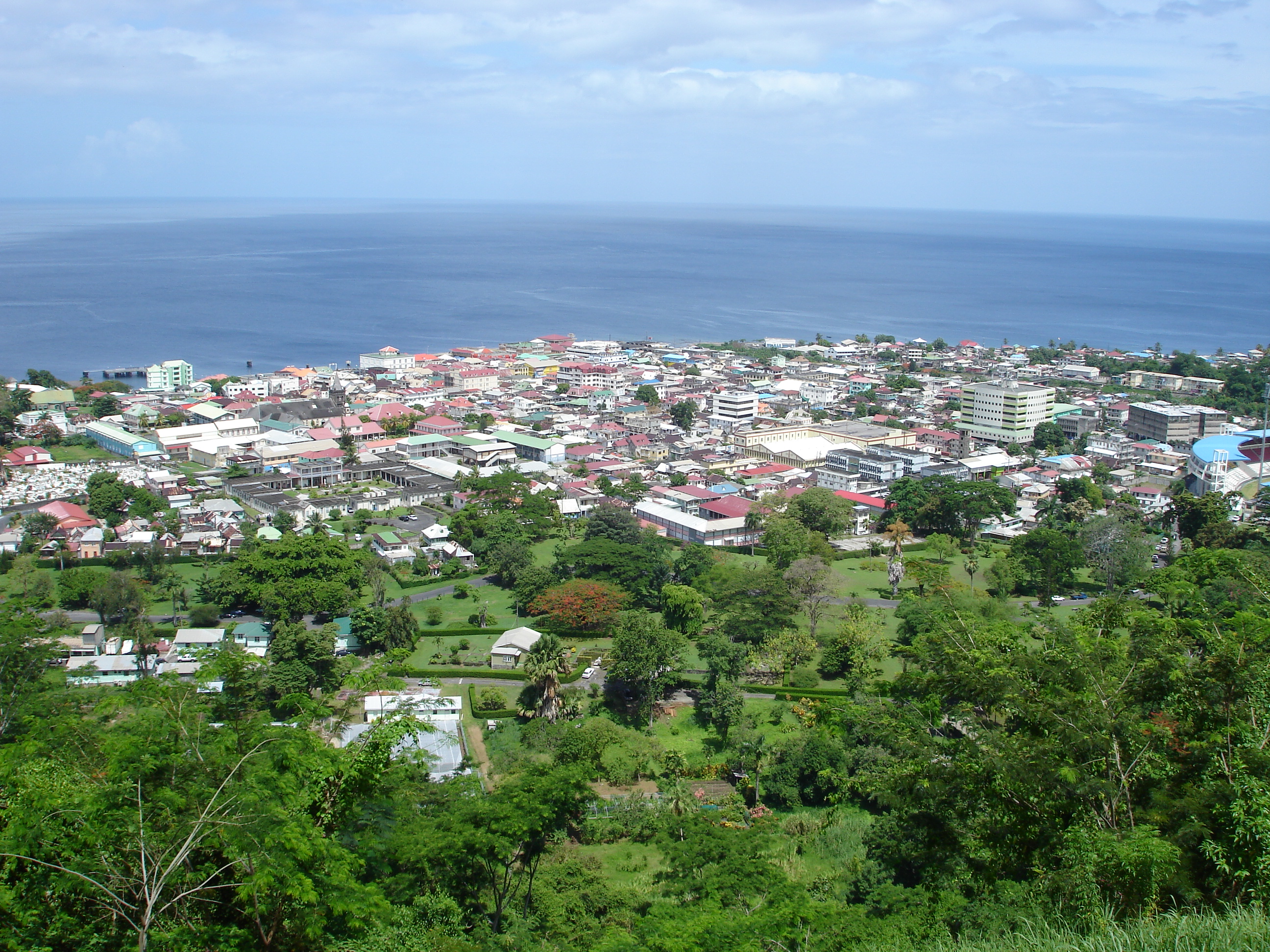
首都ロゾー

バナナが経済の中心である。観光業は他のカリブ諸島と比べると遅れているが、国の有望な産業でもある。ドミニカの通貨はEast Caribbean Dollar（東カリブ・ドル）である (sign: $; code: XCD)。

## 交通
道路網は、主に海岸線と河川の谷に沿う形で走っている。主要道路は、首都ロゾーと2つの地方都市を結ぶ2車線の高速道路のみである。この為、現時点においては道路網の改善が最優先事項といえる。
島内にはケインフィールド空港とダグラス＝チャールズ空港の2つの空港があるが、チャールズ空港の方が規模が大きい。運航路線はカリブ海周辺の近距離便だけである。
鉄道は存在しない。

## 国民

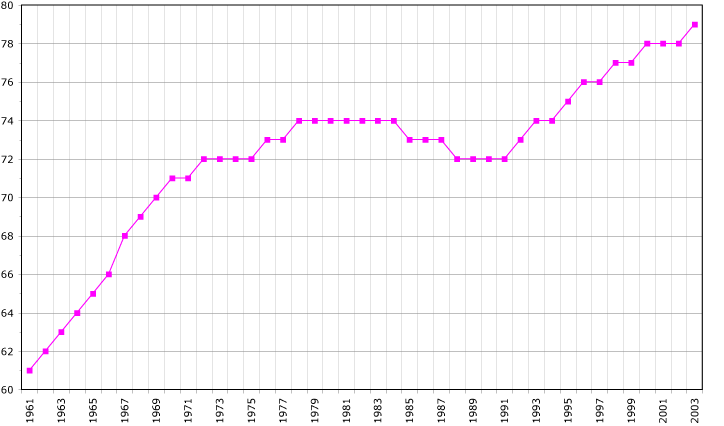
1961年から2003年までのドミニカ国の人口動態グラフ

住民は、アフリカ系、ヨーロッパ系、ムラートなどである。コロンブスが来る前から住んでいた先住民のカリブ族が残っているのは、東カリブではこの国だけで、現在3,000人以上が島の北東の海岸に3,700エーカーのテリトリーを持ちそこに住んでいる。
言語は英語が公用語だが、フランスの支配が長かったため、日常生活においてはフランス語がベースのパトワと呼ばれるクレオール語も広く使われている。

### 宗教
ローマ・カトリックが61.4%である（2001年国勢調査）。

## 文化

### 食文化

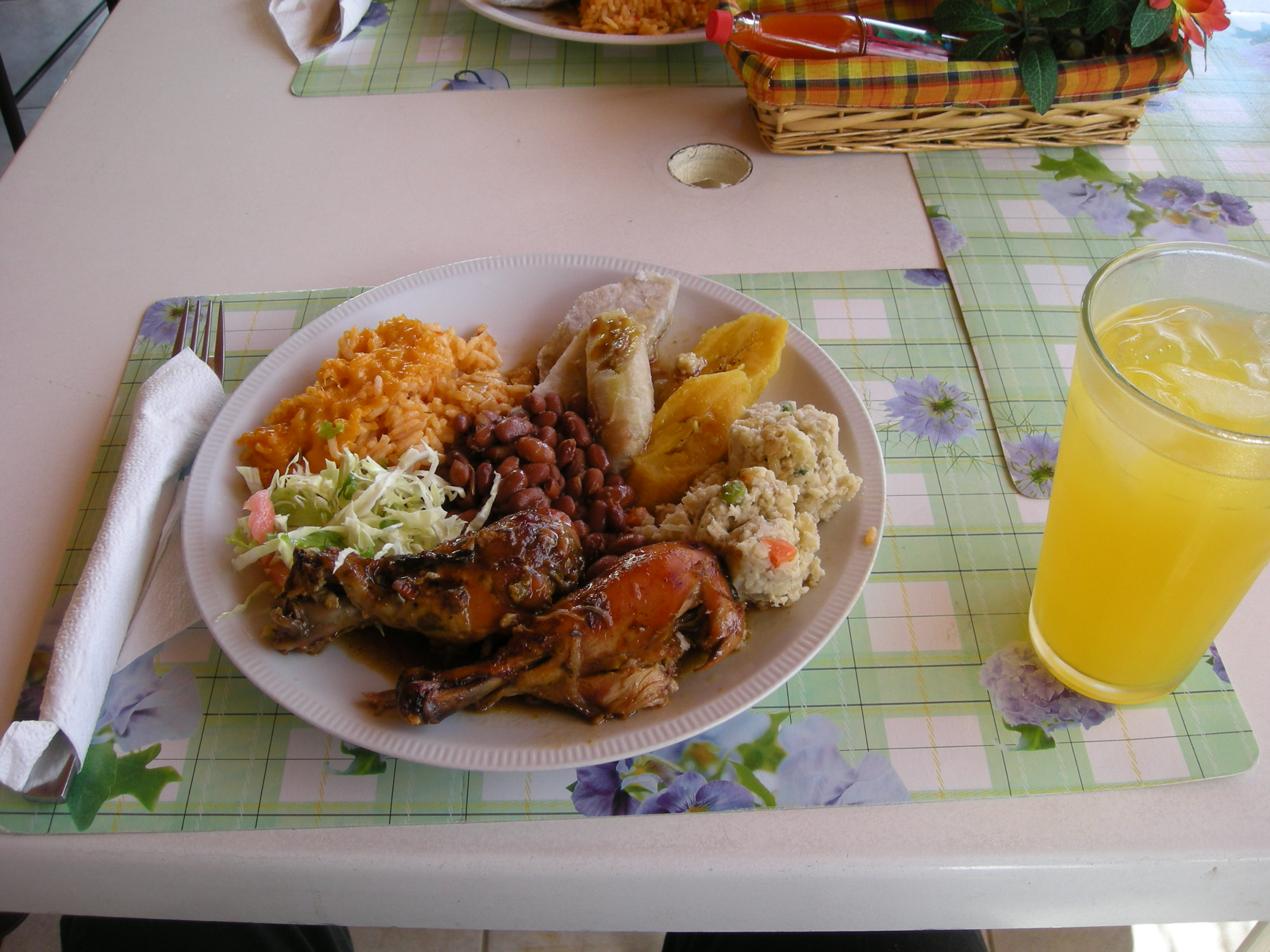
クレオール料理の一例

基本的にはクレオール料理。クレオール料理のレストランでは、調理された米・肉（鶏・豚・七面鳥など）・芋・豆などが1つの大きな皿に乗って提供される。飲料はスムージーがよく愛飲されている。
また、マウンテン・チキン（Mountain chicken）と呼ばれるヒキガエル科のカエルの脚（Frog legs）を使ったドミニカ国の郷土料理があるが、希少種となった現在では政府により捕獲が禁止されているため、レストランで食べることはできない。その他にも、マニコウ（manicou）と呼ばれるオポッサムの肉料理などもある。なお、大手ファーストフードチェーンはケンタッキーフライドチキン（KFCコーポレーション）とサブウェイがある。

### 茶文化
ドミニカ国は茶の文化が発達した国の一つとして知られており、熱帯雨林の環境や気候条件から茶製品に加工出来る植物が栽培されている。ドミニカ人はカカオ豆で作られた「ココアティー」と、ハーブ（場合によっては植物の根や樹皮）から作る「ブッシュティー」を常飲する。国民はいくつかの種類のブッシュティーを消費する生活が日常となっている。
また、地場産の代表的な酒としてクブリというビールがあり、ドミニカ人の間でよく飲まれている。市中では近隣諸国のラム酒やワインを手に入れることが可能。

### 音楽
毎年10月には、世界クレオール音楽祭が開催されている。

### 世界遺産
ドミニカ国には、ユネスコの世界遺産リストに登録された自然遺産が1件ある。名称はモルヌ・トロワ・ピトン国立公園。

### スポーツ
サッカー
ドミニカ国ではサッカーが圧倒的に1番人気のスポーツとなっており、1970年にサッカーリーグのドミニカ・プレミアリーグが創設された。ドミニカ国サッカー協会によって構成されるサッカードミニカ国代表は、これまでFIFAワールドカップやCONCACAFゴールドカップには未出場である。しかし、カリビアンカップでは1994年大会と1998年大会で2度出場を果たしている。
クリケット
クリケットは人気スポーツの一つである。代表チームは多国籍ナショナルチームの西インド諸島代表に含まれる。